# Alfonso de Baena (pintor)
Alfonso de Baena o Jaime Alfonso de Baena fou un pintor suposadament originari de Baena que va florir al segle xv.
El mestre Jaime Alfonso apareix esmentat el 1460, 1470 i 1471 treballant als monestirs de Sant Jerònim de Belén i de la Vall d'Hebron. I el mestre Alfonso de Baena apareix el 1473 pintant el retaule de Sant Cugat del Vallès. El 1494 s'esmenta un ossari per Alfonso de Baena a l'església de la Merce de Barcelona. Els crítics pensen que és la mateixa persona, més que no pas un pare i un fill; Alfonso seria cognom.
Es diu que fou el primer que va utilitzar l'oli per pintar retaules. Precisament el retaule de Sant Cugat del Vallès és la seva obra més famosa, representant el martiri de Sant Emeteri.